# Milan-San Remo 2021
La 112e édition de Milan-San Remo a lieu le 20 mars 2021 sur une distance de 299 km en Italie, entre Milan et Sanremo. Elle fait partie du calendrier UCI World Tour 2021 en catégorie 1.UWT, et est remportée par Jasper Stuyven de l'équipe Trek-Segafredo.

## Présentation

### Parcours
Les coureurs traversent trois régions du nord de l'Italie : la Lombardie, le Piémont et la Ligurie. Partis de Milan, ils passent par Vigevano, entent au Piémont, traversant Valenza et Alessandria puis une première hauteur, à Niella Belbo (785 m). Le sommet de la course est le col de Nava, à 936 m, et en Ligurie, les coureurs rejoignent la mer à Cipressa, passent par le Poggio, et arrivent Via Roma à Sanremo.

### Équipes
Milan-San Remo figurant au calendrier du World Tour, les 19 UCI WorldTeams sont présentes, auxquelles il faut ajouter les 6 UCI ProTeams invitées. En juin 2020, l'UCI décide de suivre la demande du Conseil du Cyclisme Professionnel en autorisant la réduction du nombre de coureurs par équipe sur cette édition pour permettre à l'organisateur d’inviter deux UCI ProTeams supplémentaires sans augmenter la taille du peloton.
| WorldTeams (19)- AG2R Citroën Team - Astana-Premier Tech - Bahrain Victorious - Bora-Hansgrohe - Cofidis - Deceuninck-Quick Step - EF Education-Nippo - Groupama-FDJ - Ineos Grenadiers - Intermarché-Wanty-Gobert Matériaux - Israel Start-Up Nation - Jumbo-Visma - Lotto Soudal - Movistar Team - Team BikeExchange - Team DSM - Trek-Segafredo - Qhubeka Assos - UAE Team Emirates ProTeams (6)- Androni Giocattoli-Sidermec - Alpecin-Fenix - Bardiani CSF Faizanè - Arkéa-Samsic - Total Direct Énergie - Team Novo Nordisk |
| |

### Principaux favoris
Considéré comme le « Monument » le plus ouvert, trois coureurs sont cependant annoncés comme les grandissimes favoris de l'épreuve. Ainsi, Cyclingnews.com considère que «  les performances extraordinaires de Mathieu van der Poel, Wout van Aert et Julian Alaphilippe ces dernières semaines font qu'il est difficile d'imaginer le vainqueur sur la Via Roma venant d'au-delà de ce triumvirat ». Van der Poel (Alpecin-Fenix) vient de gagner les Strade Bianche après une accélération effroyable dans les pentes à 16% sur la Via Santa Caterina. Il a également remporté deux étapes sur Tirreno-Adriatico, dont une à l'issue d'une attaque en solitaire à 52 kilomètres de l'arrivée. Son rival et tenant du titre Wout van Aert (Jumbo-Visma) prend la deuxième place du général de Tirreno-Adriatico, remportant le sprint massif lors de l'étape inaugurale, puis le contre-la-montre du dernier jour. Entre les deux, il termine parmi les meilleurs grimpeurs du monde à Prati di Tivo et se classe dans le top 10 sur six des sept étapes. Vainqueur en 2019 et deuxième en 2020 (battu au sprint par van Aert), le champion du monde Julian Alaphilippe (Deceuninck-QuickStep) apparaît en retrait des deux rivaux, même s'il s'est classé deuxième des récents Strade Bianche et a remporté une étape en puncheur sur Tirreno-Adriatico.
Les challengers cités par les médias sont Peter Sagan (Bora-Hansgrohe) - même si récemment positif à la COVID-19, il est en cours de forme - ainsi que son coéquipier Maximilian Schachmann lauréat de Paris-Nice. Troisième en 2020, Michael Matthews (BikeExchange), est l'un des coureurs rapides les plus attendus, tout comme Sam Bennett et Davide Ballerini (Deceuninck-QuickStep), Arnaud Démare (Groupama-FDJ), Caleb Ewan (Lotto-Soudal), Alexander Kristoff, Fernando Gaviria et Matteo Trentin (UAE Team Emirates), Giacomo Nizzolo (Qhubeka-Assos), Elia Viviani (Cofidis) et Nacer Bouhanni (Arkéa-Samsic).
Parmi les puncheurs attendus, outre Schachmann (Bora-Hansgrohe), sont cités le vainqueur des quatre autres « Monuments » Philippe Gilbert (Lotto Soudal), Søren Kragh Andersen (DSM), Vincenzo Nibali (Trek-Segafredo), Michal Kwiatkowski (Ineos Grenadiers), Greg Van Avermaet et Oliver Naesen (AG2R Citroën), ainsi qu'Alberto Bettiol (EF Education-Nippo),.

## Récit de la course
Dès les premiers kilomètres de la course, un groupe de sept coureurs s'extrait du peloton. Ce groupe se compose de l’Italien Andrea Peron et du Français Charles Planet (Novo Nordisk), de l'Italien Mattia Viel (Androni Giocattoli-Sidermec), de l’Italien Alessandro Tonelli (Bardiani-VSF-Faizanè), du Néerlandais Taco van der Hoorn (Intermarché- Wanty-Gobert), du Danois Mathias Norsgaard (Movistar) et de l’Italien Nicola Conci (Trek-Segafredo). Les sept fuyards sont assez rapidement rejoints par l'Italien Filippo Tagliani (Androni Giocattoli-Sidermec). Le peloton ne réagit pas et les huit hommes comptent rapidement une avance allant jusqu’à 6 minutes. Le peloton commence alors la chasse sous l'impulsion des équipiers des favoris. Parmi les fuyards, quatre hommes, Tonelli, Van der Hoorn, Norsgaard et Conci sont toujours en tête après le Capo Cervo. Le dernier à être repris est le Néerlandais Van der Hoorn, rattrapé dans la montée de la Cipressa à 24 kilomètres de l'arrivée. L'équipe Jumbo-Visma de Wout van Aert mène alors dans la montée de la Cipressa. Dans la descente, le peloton se scinde en deux mais se reconstitue avant la montée du Poggio. 
La première partie de l'ascension du Poggio est menée à grand train par l'Italien Filippo Ganna (Ineos-Grenadiers). Mais, dans les derniers hectomètres de cette montée, les hostilités commencent : le champion du monde français Julian Alaphilippe (Deceuninck Quick Step) place une attaque. Il est suivi par le Belge Wout van Aert puis par le champion des Pays-Bas Mathieu van der Poel (Alpecin Fenix). Au sommet du Poggio, un groupe d'une douzaine de coureurs comprenant la plupart des favoris vire en tête. La descente est relativement prudente, ce qui permet le retour de quelques hommes. À 2,5 kilomètres de l'arrivée, dans les derniers mètres de la descente, le Belge Jasper Stuyven (Trek Segafredo) attaque seul. Les favoris tardent à réagir. Il est toutefois rejoint sous la flamme rouge par le Danois Søren Kragh Andersen (Team DSM) qui le relaie. Alors que le groupe des poursuivants fond sur le duo de tête, Stuyven lâche Kragh Andersen aux 150 mètres et résiste au retour des poursuivants en conservant sur la ligne d'arrivée une longueur d'avance sur le sprinter australien Caleb Ewan (Lotto-Soudal) et sur son compatriote Wout van Aert (Jumbo Visma).

## Classements

### Classement de la course
| \| Classement général \| Classement général \| Classement général \| Classement général \| Classement général \| \| Coureur \| Coureur \| Pays \| Équipe \| Temps \| \| ------------------ \| --------------------- \| ------------------ \| --------------------- \| ------------------ \| \| 1er \| Jasper Stuyven \| Belgique \| Trek-Segafredo \| 6 h 38 min 06 s \| \| 2e \| Caleb Ewan \| Australie \| Lotto-Soudal \| + 0 s \| \| 3e \| Wout van Aert \| Belgique \| Jumbo-Visma \| + 0 s \| \| 4e \| Peter Sagan \| Slovaquie \| Bora-Hansgrohe \| + 0 s \| \| 5e \| Mathieu van der Poel \| Pays-Bas \| Alpecin-Fenix \| + 0 s \| \| 6e \| Michael Matthews \| Australie \| BikeExchange \| + 0 s \| \| 7e \| Alex Aranburu \| Espagne \| Astana-Premier Tech \| + 0 s \| \| 8e \| Sonny Colbrelli \| Italie \| Bahrain Victorious \| + 0 s \| \| 9e \| Søren Kragh Andersen \| Danemark \| Team DSM \| + 0 s \| \| 10e \| Anthony Turgis \| France \| Total Direct Énergie \| + 0 s \| \| 11e \| Matej Mohorič \| Slovénie \| Bahrain Victorious \| + 0 s \| \| 12e \| Matteo Trentin \| Italie \| UAE Team Emirates \| + 0 s \| \| 13e \| Greg Van Avermaet \| Belgique \| AG2R Citroën Team \| + 0 s \| \| 14e \| Maximilian Schachmann \| Allemagne \| Bora-Hansgrohe \| + 0 s \| \| 15e \| Tom Pidcock \| Royaume-Uni \| Ineos Grenadiers \| + 0 s \| \| 16e \| Julian Alaphilippe \| France \| Deceuninck-Quick Step \| + 0 s \| \| 17e \| Michał Kwiatkowski \| Pologne \| Ineos Grenadiers \| + 0 s \| \| 18e \| Giacomo Nizzolo \| Italie \| Qhubeka Assos \| + 6 s \| \| 19e \| Nacer Bouhanni \| France \| Arkéa-Samsic \| + 6 s \| \| 20e \| Pascal Ackermann \| Allemagne \| Bora-Hansgrohe \| + 6 s \| |                       |             |                       |                 |
| |                       |             |                       |                 |
| Source : ProCyclingStats |                       |             |                       |                 |
| Classement général |                       |             |                       |                 |
| Coureur | Coureur               | Pays        | Équipe                | Temps           |
| 1er | Jasper Stuyven        | Belgique    | Trek-Segafredo        | 6 h 38 min 06 s |
| 2e | Caleb Ewan            | Australie   | Lotto-Soudal          | + 0 s           |
| 3e | Wout van Aert         | Belgique    | Jumbo-Visma           | + 0 s           |
| 4e | Peter Sagan           | Slovaquie   | Bora-Hansgrohe        | + 0 s           |
| 5e | Mathieu van der Poel  | Pays-Bas    | Alpecin-Fenix         | + 0 s           |
| 6e | Michael Matthews      | Australie   | BikeExchange          | + 0 s           |
| 7e | Alex Aranburu         | Espagne     | Astana-Premier Tech   | + 0 s           |
| 8e | Sonny Colbrelli       | Italie      | Bahrain Victorious    | + 0 s           |
| 9e | Søren Kragh Andersen  | Danemark    | Team DSM              | + 0 s           |
| 10e | Anthony Turgis        | France      | Total Direct Énergie  | + 0 s           |
| 11e | Matej Mohorič         | Slovénie    | Bahrain Victorious    | + 0 s           |
| 12e | Matteo Trentin        | Italie      | UAE Team Emirates     | + 0 s           |
| 13e | Greg Van Avermaet     | Belgique    | AG2R Citroën Team     | + 0 s           |
| 14e | Maximilian Schachmann | Allemagne   | Bora-Hansgrohe        | + 0 s           |
| 15e | Tom Pidcock           | Royaume-Uni | Ineos Grenadiers      | + 0 s           |
| 16e | Julian Alaphilippe    | France      | Deceuninck-Quick Step | + 0 s           |
| 17e | Michał Kwiatkowski    | Pologne     | Ineos Grenadiers      | + 0 s           |
| 18e | Giacomo Nizzolo       | Italie      | Qhubeka Assos         | + 6 s           |
| 19e | Nacer Bouhanni        | France      | Arkéa-Samsic          | + 6 s           |
| 20e | Pascal Ackermann      | Allemagne   | Bora-Hansgrohe        | + 6 s           |

### Classement UCI
La course attribue des points au Classement mondial UCI 2021 selon le barème suivant :
| Position           | 1er | 2e  | 3e  | 4e  | 5e  | 6e  | 7e  | 8e  | 9e  | 10e | 11e | 12e | 13e | 14e | 15e | 16e à 20e | 21e à 30e | 31e à 50e | 51e à 55e | 56e à 60e |
| Classement général | 500 | 400 | 325 | 275 | 225 | 175 | 150 | 125 | 100 | 85  | 70  | 60  | 50  | 40  | 35  | 30        | 20        | 10        | 5         | 3         |

## Liste des participants
| Jumbo-Visma TJV | Jumbo-Visma TJV           | Jumbo-Visma TJV |
| --------------- | ------------------------- | --------------- |
| Num             | Coureur                   | Pos             |
| 1               | Wout van Aert (BEL)       | 3e              |
| 2               | Edoardo Affini (ITA)      | 158e            |
| 3               | Paul Martens (GER)        | 163e            |
| 4               | Sam Oomen (NED)           | 70e             |
| 5               | Christoph Pfingsten (GER) | 159e            |
| 6               | Timo Roosen (NED)         | 80e             |
| 7               | Jos van Emden (NED)       | 95e             |

| AG2R Citroën Team ACT | AG2R Citroën Team ACT   | AG2R Citroën Team ACT |
| --------------------- | ----------------------- | --------------------- |
| Num                   | Coureur                 | Pos                   |
| 11                    | Greg Van Avermaet (BEL) | 13e                   |
| 12                    | Stan Dewulf (BEL)       | 90e                   |
| 13                    | Alexis Gougeard (FRA)   | 136e                  |
| 14                    | Oliver Naesen (BEL)     | 21e                   |
| 15                    | Michael Schär (SUI)     | 100e                  |
| 16                    | Gijs Van Hoecke (BEL)   | 140e                  |
| 17                    | Andrea Vendrame (ITA)   | 23e                   |

| Alpecin-Fenix AFC | Alpecin-Fenix AFC                  | Alpecin-Fenix AFC |
| ----------------- | ---------------------------------- | ----------------- |
| Num               | Coureur                            | Pos               |
| 21                | Mathieu van der Poel (NED) (route) | 5e                |
| 22                | Dries De Bondt (BEL) (route)       | 98e               |
| 23                | Senne Leysen (BEL)                 | 161e              |
| 24                | Kristian Sbaragli (ITA)            | 61e               |
| 25                | Petr Vakoč (CZE)                   | 132e              |
| 26                | Otto Vergaerde (BEL)               | 119e              |
| 27                | Gianni Vermeersch (BEL)            | 24e               |

| Androni Giocattoli-Sidermec ANS | Androni Giocattoli-Sidermec ANS | Androni Giocattoli-Sidermec ANS |
| ------------------------------- | ------------------------------- | ------------------------------- |
| Num                             | Coureur                         | Pos                             |
| 31                              | Mattia Bais (ITA)               | NP                              |
| 32                              | Luca Chirico (ITA)              | 111e                            |
| 33                              | Andrii Ponomar (UKR)            | 83e                             |
| 34                              | Josip Rumac (CRO) (route)       | 60e                             |
| 35                              | Filippo Tagliani (ITA)          | 166e                            |
| 36                              | Nicola Venchiarutti (ITA)       | 122e                            |
| 37                              | Mattia Viel (ITA)               | AB                              |

| Astana-Premier Tech APT | Astana-Premier Tech APT | Astana-Premier Tech APT |
| ----------------------- | ----------------------- | ----------------------- |
| Num                     | Coureur                 | Pos                     |
| 41                      | Alex Aranburu (ESP)     | 7e                      |
| 42                      | Manuele Boaro (ITA)     | 124e                    |
| 43                      | Fabio Felline (ITA)     | 46e                     |
| 44                      | Dmitriy Gruzdev (KAZ)   | 116e                    |
| 45                      | Gorka Izagirre (ESP)    | 45e                     |
| 46                      | Davide Martinelli (ITA) | 104e                    |
| 47                      | Matteo Sobrero (ITA)    | 65e                     |

| Bahrain Victorious TBV | Bahrain Victorious TBV  | Bahrain Victorious TBV |
| ---------------------- | ----------------------- | ---------------------- |
| Num                    | Coureur                 | Pos                    |
| 51                     | Sonny Colbrelli (ITA)   | 8e                     |
| 52                     | Yukiya Arashiro (JPN)   | 117e                   |
| 53                     | Damiano Caruso (ITA)    | 55e                    |
| 54                     | Heinrich Haussler (AUS) | 157e                   |
| 55                     | Matej Mohorič (SLO)     | 11e                    |
| 56                     | Jan Tratnik (SLO)       | 135e                   |
| 57                     | Fred Wright (GBR)       | 148e                   |

| Bardiani CSF Faizanè BCF | Bardiani CSF Faizanè BCF | Bardiani CSF Faizanè BCF |
| ------------------------ | ------------------------ | ------------------------ |
| Num                      | Coureur                  | Pos                      |
| 61                       | Enrico Battaglin (ITA)   | 68e                      |
| 62                       | Filippo Fiorelli (ITA)   | 48e                      |
| 63                       | Umberto Marengo (ITA)    | 51e                      |
| 64                       | Daniel Savini (ITA)      | NP                       |
| 65                       | Alessandro Tonelli (ITA) | 106e                     |
| 66                       | Giovanni Visconti (ITA)  | 150e                     |
| 67                       | Filippo Zana (ITA)       | 73e                      |

| Bora-Hansgrohe BOH | Bora-Hansgrohe BOH          | Bora-Hansgrohe BOH |
| ------------------ | --------------------------- | ------------------ |
| Num                | Coureur                     | Pos                |
| 71                 | Peter Sagan (SVK)           | 4e                 |
| 72                 | Pascal Ackermann (GER)      | 20e                |
| 73                 | Cesare Benedetti (ITA)      | 93e                |
| 74                 | Maciej Bodnar (POL)         | 141e               |
| 75                 | Marcus Burghardt (GER)      | 71e                |
| 76                 | Daniel Oss (ITA)            | 33e                |
| 77                 | Maximilian Schachmann (GER) | 14e                |

| Cofidis COF | Cofidis COF               | Cofidis COF |
| ----------- | ------------------------- | ----------- |
| Num         | Coureur                   | Pos         |
| 81          | Elia Viviani (ITA)        | 69e         |
| 82          | Attilio Viviani (ITA)     | 153e        |
| 83          | Pierre-Luc Périchon (FRA) | 97e         |
| 84          | Christophe Laporte (FRA)  | 22e         |
| 85          | Guillaume Martin (FRA)    | 53e         |
| 86          | Fabio Sabatini (ITA)      | 126e        |
| 87          | Kenneth Vanbilsen (BEL)   | 152e        |

| Deceuninck-Quick Step DQT | Deceuninck-Quick Step DQT        | Deceuninck-Quick Step DQT |
| ------------------------- | -------------------------------- | ------------------------- |
| Num                       | Coureur                          | Pos                       |
| 91                        | Julian Alaphilippe (FRA) (route) | 16e                       |
| 92                        | Kasper Asgreen (DEN) (route)     | 99e                       |
| 93                        | Davide Ballerini (ITA)           | 41e                       |
| 94                        | Sam Bennett (IRL)                | 42e                       |
| 95                        | Tim Declercq (BEL)               | 151e                      |
| 96                        | Yves Lampaert (BEL)              | 54e                       |
| 97                        | Zdeněk Štybar (CZE)              | 37e                       |

| EF Education-Nippo EFN | EF Education-Nippo EFN       | EF Education-Nippo EFN |
| ---------------------- | ---------------------------- | ---------------------- |
| Num                    | Coureur                      | Pos                    |
| 101                    | Alberto Bettiol (ITA)        | 109e                   |
| 102                    | Stefan Bissegger (SUI)       | 103e                   |
| 103                    | Sergio Higuita (COL) (route) | 36e                    |
| 104                    | Michael Valgren (DEN)        | 52e                    |
| 105                    | Sebastian Langeveld (NED)    | 131e                   |
| 106                    | Magnus Cort Nielsen (DEN)    | 62e                    |
| 107                    | Thomas Scully (NZL)          | 146e                   |

| Groupama-FDJ GFC | Groupama-FDJ GFC            | Groupama-FDJ GFC |
| ---------------- | --------------------------- | ---------------- |
| Num              | Coureur                     | Pos              |
| 111              | Arnaud Démare (FRA) (route) | 26e              |
| 112              | Kevin Geniets (LUX) (route) | 50e              |
| 113              | Jacopo Guarnieri (ITA)      | 96e              |
| 114              | Ignatas Konovalovas (LTU)   | 66e              |
| 115              | Clément Davy (FRA)          | 162e             |
| 116              | Miles Scotson (AUS)         | 110e             |
| 117              | Ramon Sinkeldam (NED)       | 155e             |

| Ineos Grenadiers IGD | Ineos Grenadiers IGD     | Ineos Grenadiers IGD |
| -------------------- | ------------------------ | -------------------- |
| Num                  | Coureur                  | Pos                  |
| 121                  | Michał Kwiatkowski (POL) | 17e                  |
| 122                  | Filippo Ganna (ITA)      | 64e                  |
| 123                  | Tom Pidcock (GBR)        | 15e                  |
| 124                  | Salvatore Puccio (ITA)   | 94e                  |
| 125                  | Luke Rowe (GBR)          | 118e                 |
| 126                  | Ben Swift (GBR) (route)  | 77e                  |
| 127                  | Dylan van Baarle (NED)   | 31e                  |

| Intermarché-Wanty-Gobert Matériaux IWG | Intermarché-Wanty-Gobert Matériaux IWG | Intermarché-Wanty-Gobert Matériaux IWG |
| -------------------------------------- | -------------------------------------- | -------------------------------------- |
| Num                                    | Coureur                                | Pos                                    |
| 131                                    | Andrea Pasqualon (ITA)                 | 87e                                    |
| 132                                    | Aimé De Gendt (BEL)                    | 47e                                    |
| 133                                    | Jonas Koch (GER)                       | 92e                                    |
| 134                                    | Lorenzo Rota (ITA)                     | 40e                                    |
| 135                                    | Taco van der Hoorn (NED)               | 112e                                   |
| 136                                    | Pieter Vanspeybrouck (BEL)             | 154e                                   |
| 137                                    | Loïc Vliegen (BEL)                     | 57e                                    |

| Israel Start-Up Nation ISN | Israel Start-Up Nation ISN | Israel Start-Up Nation ISN |
| -------------------------- | -------------------------- | -------------------------- |
| Num                        | Coureur                    | Pos                        |
| 141                        | Matthias Brändle (AUT)     | 107e                       |
| 142                        | Davide Cimolai (ITA)       | 43e                        |
| 143                        | Alessandro De Marchi (ITA) | 82e                        |
| 144                        | Hugo Hofstetter (FRA)      | 67e                        |
| 145                        | Guy Niv (ISR)              | AB                         |
| 146                        | James Piccoli (CAN)        | 128e                       |
| 147                        | Guy Sagiv (ISR)            | 145e                       |

| Lotto-Soudal LTS | Lotto-Soudal LTS       | Lotto-Soudal LTS |
| ---------------- | ---------------------- | ---------------- |
| Num              | Coureur                | Pos              |
| 151              | Philippe Gilbert (BEL) | 72e              |
| 152              | Jasper De Buyst (BEL)  | 102e             |
| 153              | John Degenkolb (GER)   | 32e              |
| 154              | Caleb Ewan (AUS)       | 2e               |
| 155              | Frederik Frison (BEL)  | 127e             |
| 156              | Roger Kluge (GER)      | 101e             |
| 157              | Tim Wellens (BEL)      | 78e              |

| Movistar Team MOV | Movistar Team MOV         | Movistar Team MOV |
| ----------------- | ------------------------- | ----------------- |
| Num               | Coureur                   | Pos               |
| 161               | Iván García Cortina (ESP) | 30e               |
| 162               | Mathias Norsgaard (DEN)   | 125e              |
| 163               | Lluís Mas (ESP)           |                   |
| 164               | Nélson Oliveira (POR)     | 85e               |
| 165               | Gonzalo Serrano (ESP)     | 25e               |
| 166               | Albert Torres (ESP)       | 144e              |
| 167               | Davide Villella (ITA)     | 86e               |

| Arkéa-Samsic ARK | Arkéa-Samsic ARK         | Arkéa-Samsic ARK |
| ---------------- | ------------------------ | ---------------- |
| Num              | Coureur                  | Pos              |
| 171              | Nacer Bouhanni (FRA)     | 19e              |
| 172              | Warren Barguil (FRA)     | 44e              |
| 173              | Amaury Capiot (BEL)      | 138e             |
| 174              | Thibault Guernalec (FRA) | 160e             |
| 175              | Daniel McLay (GBR)       | 88e              |
| 176              | Clément Russo (FRA)      | 59e              |
| 177              | Connor Swift (GBR)       | NP               |

| BikeExchange BEX | BikeExchange BEX              | BikeExchange BEX |
| ---------------- | ----------------------------- | ---------------- |
| Num              | Coureur                       | Pos              |
| 181              | Michael Matthews (AUS)        | 6e               |
| 182              | Luke Durbridge (AUS)          | 84e              |
| 183              | Michael Hepburn (AUS)         | 133e             |
| 184              | Christopher Juul Jensen (DEN) | 130e             |
| 185              | Alexander Konychev (ITA)      | 134e             |
| 186              | Luka Mezgec (SLO)             | 49e              |
| 187              | Robert Stannard (AUS)         | 28e              |

| Team DSM DSM | Team DSM DSM               | Team DSM DSM |
| ------------ | -------------------------- | ------------ |
| Num          | Coureur                    | Pos          |
| 191          | Søren Kragh Andersen (DEN) | 9e           |
| 192          | Romain Bardet (FRA)        | 27e          |
| 193          | Romain Combaud (FRA)       | 123e         |
| 194          | Nicolas Roche (IRL)        | 115e         |
| 195          | Casper Pedersen (DEN)      | 120e         |
| 196          | Jasha Sütterlin (GER)      | 114e         |
| 197          | Martijn Tusveld (NED)      | 79e          |

| Team Novo Nordisk TNN | Team Novo Nordisk TNN | Team Novo Nordisk TNN |
| --------------------- | --------------------- | --------------------- |
| Num                   | Coureur               | Pos                   |
| 201                   | Sam Brand (GBR)       | 167e                  |
| 202                   | Brian Kamstra (NED)   | AB                    |
| 203                   | Péter Kusztor (HUN)   | 143e                  |
| 204                   | David Lozano (ESP)    | 164e                  |
| 205                   | Andrea Peron (ITA)    | 168e                  |
| 206                   | Charles Planet (FRA)  | 169e                  |
| 207                   | Umberto Poli (ITA)    | 165e                  |

| Qhubeka Assos TQA | Qhubeka Assos TQA             | Qhubeka Assos TQA |
| ----------------- | ----------------------------- | ----------------- |
| Num               | Coureur                       | Pos               |
| 211               | Giacomo Nizzolo (ITA) (route) | 18e               |
| 212               | Victor Campenaerts (BEL)      | 81e               |
| 213               | Simon Clarke (AUS)            | 38e               |
| 214               | Michael Gogl (AUT)            | 76e               |
| 215               | Bert-Jan Lindeman (NED)       | 142e              |
| 216               | Emil Vinjebo (DEN)            | 121e              |
| 217               | Łukasz Wiśniowski (POL)       | 58e               |

| Total Direct Énergie TDE | Total Direct Énergie TDE   | Total Direct Énergie TDE |
| ------------------------ | -------------------------- | ------------------------ |
| Num                      | Coureur                    | Pos                      |
| 221                      | Niccolò Bonifazio (ITA)    | 63e                      |
| 222                      | Edvald Boasson Hagen (NOR) | 137e                     |
| 223                      | Lorrenzo Manzin (FRA)      | 156e                     |
| 224                      | Adrien Petit (FRA)         | 149e                     |
| 225                      | Julien Simon (FRA)         | 29e                      |
| 226                      | Niki Terpstra (NED)        | 139e                     |
| 227                      | Anthony Turgis (FRA)       | 10e                      |

| Trek-Segafredo TFS | Trek-Segafredo TFS    | Trek-Segafredo TFS |
| ------------------ | --------------------- | ------------------ |
| Num                | Coureur               | Pos                |
| 231                | Vincenzo Nibali (ITA) | 35e                |
| 232                | Nicola Conci (ITA)    | 105e               |
| 233                | Jacopo Mosca (ITA)    | 56e                |
| 234                | Ryan Mullen (IRL)     | 129e               |
| 235                | Quinn Simmons (USA)   | 74e                |
| 236                | Toms Skujiņš (LAT)    | 75e                |
| 237                | Jasper Stuyven (BEL)  | 1er                |

| UAE Team Emirates UAD | UAE Team Emirates UAD           | UAE Team Emirates UAD |
| --------------------- | ------------------------------- | --------------------- |
| Num                   | Coureur                         | Pos                   |
| 241                   | Alexander Kristoff (NOR)        | 89e                   |
| 242                   | Sven Erik Bystrøm (NOR) (route) | 108e                  |
| 243                   | Alessandro Covi (ITA)           | 39e                   |
| 244                   | Davide Formolo (ITA)            | 34e                   |
| 245                   | Fernando Gaviria (COL)          | 113e                  |
| 246                   | Maximiliano Richeze (ARG)       | 147e                  |
| 247                   | Matteo Trentin (ITA)            | 12e                   |

| Jumbo-Visma TJV | Jumbo-Visma TJV           | Jumbo-Visma TJV |
| --------------- | ------------------------- | --------------- |
| Num             | Coureur                   | Pos             |
| 1               | Wout van Aert (BEL)       | 3e              |
| 2               | Edoardo Affini (ITA)      | 158e            |
| 3               | Paul Martens (GER)        | 163e            |
| 4               | Sam Oomen (NED)           | 70e             |
| 5               | Christoph Pfingsten (GER) | 159e            |
| 6               | Timo Roosen (NED)         | 80e             |
| 7               | Jos van Emden (NED)       | 95e             |

| AG2R Citroën Team ACT | AG2R Citroën Team ACT   | AG2R Citroën Team ACT |
| --------------------- | ----------------------- | --------------------- |
| Num                   | Coureur                 | Pos                   |
| 11                    | Greg Van Avermaet (BEL) | 13e                   |
| 12                    | Stan Dewulf (BEL)       | 90e                   |
| 13                    | Alexis Gougeard (FRA)   | 136e                  |
| 14                    | Oliver Naesen (BEL)     | 21e                   |
| 15                    | Michael Schär (SUI)     | 100e                  |
| 16                    | Gijs Van Hoecke (BEL)   | 140e                  |
| 17                    | Andrea Vendrame (ITA)   | 23e                   |

| Alpecin-Fenix AFC | Alpecin-Fenix AFC                  | Alpecin-Fenix AFC |
| ----------------- | ---------------------------------- | ----------------- |
| Num               | Coureur                            | Pos               |
| 21                | Mathieu van der Poel (NED) (route) | 5e                |
| 22                | Dries De Bondt (BEL) (route)       | 98e               |
| 23                | Senne Leysen (BEL)                 | 161e              |
| 24                | Kristian Sbaragli (ITA)            | 61e               |
| 25                | Petr Vakoč (CZE)                   | 132e              |
| 26                | Otto Vergaerde (BEL)               | 119e              |
| 27                | Gianni Vermeersch (BEL)            | 24e               |

| Androni Giocattoli-Sidermec ANS | Androni Giocattoli-Sidermec ANS | Androni Giocattoli-Sidermec ANS |
| ------------------------------- | ------------------------------- | ------------------------------- |
| Num                             | Coureur                         | Pos                             |
| 31                              | Mattia Bais (ITA)               | NP                              |
| 32                              | Luca Chirico (ITA)              | 111e                            |
| 33                              | Andrii Ponomar (UKR)            | 83e                             |
| 34                              | Josip Rumac (CRO) (route)       | 60e                             |
| 35                              | Filippo Tagliani (ITA)          | 166e                            |
| 36                              | Nicola Venchiarutti (ITA)       | 122e                            |
| 37                              | Mattia Viel (ITA)               | AB                              |

| Astana-Premier Tech APT | Astana-Premier Tech APT | Astana-Premier Tech APT |
| ----------------------- | ----------------------- | ----------------------- |
| Num                     | Coureur                 | Pos                     |
| 41                      | Alex Aranburu (ESP)     | 7e                      |
| 42                      | Manuele Boaro (ITA)     | 124e                    |
| 43                      | Fabio Felline (ITA)     | 46e                     |
| 44                      | Dmitriy Gruzdev (KAZ)   | 116e                    |
| 45                      | Gorka Izagirre (ESP)    | 45e                     |
| 46                      | Davide Martinelli (ITA) | 104e                    |
| 47                      | Matteo Sobrero (ITA)    | 65e                     |

| Bahrain Victorious TBV | Bahrain Victorious TBV  | Bahrain Victorious TBV |
| ---------------------- | ----------------------- | ---------------------- |
| Num                    | Coureur                 | Pos                    |
| 51                     | Sonny Colbrelli (ITA)   | 8e                     |
| 52                     | Yukiya Arashiro (JPN)   | 117e                   |
| 53                     | Damiano Caruso (ITA)    | 55e                    |
| 54                     | Heinrich Haussler (AUS) | 157e                   |
| 55                     | Matej Mohorič (SLO)     | 11e                    |
| 56                     | Jan Tratnik (SLO)       | 135e                   |
| 57                     | Fred Wright (GBR)       | 148e                   |

| Bardiani CSF Faizanè BCF | Bardiani CSF Faizanè BCF | Bardiani CSF Faizanè BCF |
| ------------------------ | ------------------------ | ------------------------ |
| Num                      | Coureur                  | Pos                      |
| 61                       | Enrico Battaglin (ITA)   | 68e                      |
| 62                       | Filippo Fiorelli (ITA)   | 48e                      |
| 63                       | Umberto Marengo (ITA)    | 51e                      |
| 64                       | Daniel Savini (ITA)      | NP                       |
| 65                       | Alessandro Tonelli (ITA) | 106e                     |
| 66                       | Giovanni Visconti (ITA)  | 150e                     |
| 67                       | Filippo Zana (ITA)       | 73e                      |

| Bora-Hansgrohe BOH | Bora-Hansgrohe BOH          | Bora-Hansgrohe BOH |
| ------------------ | --------------------------- | ------------------ |
| Num                | Coureur                     | Pos                |
| 71                 | Peter Sagan (SVK)           | 4e                 |
| 72                 | Pascal Ackermann (GER)      | 20e                |
| 73                 | Cesare Benedetti (ITA)      | 93e                |
| 74                 | Maciej Bodnar (POL)         | 141e               |
| 75                 | Marcus Burghardt (GER)      | 71e                |
| 76                 | Daniel Oss (ITA)            | 33e                |
| 77                 | Maximilian Schachmann (GER) | 14e                |

| Cofidis COF | Cofidis COF               | Cofidis COF |
| ----------- | ------------------------- | ----------- |
| Num         | Coureur                   | Pos         |
| 81          | Elia Viviani (ITA)        | 69e         |
| 82          | Attilio Viviani (ITA)     | 153e        |
| 83          | Pierre-Luc Périchon (FRA) | 97e         |
| 84          | Christophe Laporte (FRA)  | 22e         |
| 85          | Guillaume Martin (FRA)    | 53e         |
| 86          | Fabio Sabatini (ITA)      | 126e        |
| 87          | Kenneth Vanbilsen (BEL)   | 152e        |

| Deceuninck-Quick Step DQT | Deceuninck-Quick Step DQT        | Deceuninck-Quick Step DQT |
| ------------------------- | -------------------------------- | ------------------------- |
| Num                       | Coureur                          | Pos                       |
| 91                        | Julian Alaphilippe (FRA) (route) | 16e                       |
| 92                        | Kasper Asgreen (DEN) (route)     | 99e                       |
| 93                        | Davide Ballerini (ITA)           | 41e                       |
| 94                        | Sam Bennett (IRL)                | 42e                       |
| 95                        | Tim Declercq (BEL)               | 151e                      |
| 96                        | Yves Lampaert (BEL)              | 54e                       |
| 97                        | Zdeněk Štybar (CZE)              | 37e                       |

| EF Education-Nippo EFN | EF Education-Nippo EFN       | EF Education-Nippo EFN |
| ---------------------- | ---------------------------- | ---------------------- |
| Num                    | Coureur                      | Pos                    |
| 101                    | Alberto Bettiol (ITA)        | 109e                   |
| 102                    | Stefan Bissegger (SUI)       | 103e                   |
| 103                    | Sergio Higuita (COL) (route) | 36e                    |
| 104                    | Michael Valgren (DEN)        | 52e                    |
| 105                    | Sebastian Langeveld (NED)    | 131e                   |
| 106                    | Magnus Cort Nielsen (DEN)    | 62e                    |
| 107                    | Thomas Scully (NZL)          | 146e                   |

| Groupama-FDJ GFC | Groupama-FDJ GFC            | Groupama-FDJ GFC |
| ---------------- | --------------------------- | ---------------- |
| Num              | Coureur                     | Pos              |
| 111              | Arnaud Démare (FRA) (route) | 26e              |
| 112              | Kevin Geniets (LUX) (route) | 50e              |
| 113              | Jacopo Guarnieri (ITA)      | 96e              |
| 114              | Ignatas Konovalovas (LTU)   | 66e              |
| 115              | Clément Davy (FRA)          | 162e             |
| 116              | Miles Scotson (AUS)         | 110e             |
| 117              | Ramon Sinkeldam (NED)       | 155e             |

| Ineos Grenadiers IGD | Ineos Grenadiers IGD     | Ineos Grenadiers IGD |
| -------------------- | ------------------------ | -------------------- |
| Num                  | Coureur                  | Pos                  |
| 121                  | Michał Kwiatkowski (POL) | 17e                  |
| 122                  | Filippo Ganna (ITA)      | 64e                  |
| 123                  | Tom Pidcock (GBR)        | 15e                  |
| 124                  | Salvatore Puccio (ITA)   | 94e                  |
| 125                  | Luke Rowe (GBR)          | 118e                 |
| 126                  | Ben Swift (GBR) (route)  | 77e                  |
| 127                  | Dylan van Baarle (NED)   | 31e                  |

| Intermarché-Wanty-Gobert Matériaux IWG | Intermarché-Wanty-Gobert Matériaux IWG | Intermarché-Wanty-Gobert Matériaux IWG |
| -------------------------------------- | -------------------------------------- | -------------------------------------- |
| Num                                    | Coureur                                | Pos                                    |
| 131                                    | Andrea Pasqualon (ITA)                 | 87e                                    |
| 132                                    | Aimé De Gendt (BEL)                    | 47e                                    |
| 133                                    | Jonas Koch (GER)                       | 92e                                    |
| 134                                    | Lorenzo Rota (ITA)                     | 40e                                    |
| 135                                    | Taco van der Hoorn (NED)               | 112e                                   |
| 136                                    | Pieter Vanspeybrouck (BEL)             | 154e                                   |
| 137                                    | Loïc Vliegen (BEL)                     | 57e                                    |

| Israel Start-Up Nation ISN | Israel Start-Up Nation ISN | Israel Start-Up Nation ISN |
| -------------------------- | -------------------------- | -------------------------- |
| Num                        | Coureur                    | Pos                        |
| 141                        | Matthias Brändle (AUT)     | 107e                       |
| 142                        | Davide Cimolai (ITA)       | 43e                        |
| 143                        | Alessandro De Marchi (ITA) | 82e                        |
| 144                        | Hugo Hofstetter (FRA)      | 67e                        |
| 145                        | Guy Niv (ISR)              | AB                         |
| 146                        | James Piccoli (CAN)        | 128e                       |
| 147                        | Guy Sagiv (ISR)            | 145e                       |

| Lotto-Soudal LTS | Lotto-Soudal LTS       | Lotto-Soudal LTS |
| ---------------- | ---------------------- | ---------------- |
| Num              | Coureur                | Pos              |
| 151              | Philippe Gilbert (BEL) | 72e              |
| 152              | Jasper De Buyst (BEL)  | 102e             |
| 153              | John Degenkolb (GER)   | 32e              |
| 154              | Caleb Ewan (AUS)       | 2e               |
| 155              | Frederik Frison (BEL)  | 127e             |
| 156              | Roger Kluge (GER)      | 101e             |
| 157              | Tim Wellens (BEL)      | 78e              |

| Movistar Team MOV | Movistar Team MOV         | Movistar Team MOV |
| ----------------- | ------------------------- | ----------------- |
| Num               | Coureur                   | Pos               |
| 161               | Iván García Cortina (ESP) | 30e               |
| 162               | Mathias Norsgaard (DEN)   | 125e              |
| 163               | Lluís Mas (ESP)           |                   |
| 164               | Nélson Oliveira (POR)     | 85e               |
| 165               | Gonzalo Serrano (ESP)     | 25e               |
| 166               | Albert Torres (ESP)       | 144e              |
| 167               | Davide Villella (ITA)     | 86e               |

| Arkéa-Samsic ARK | Arkéa-Samsic ARK         | Arkéa-Samsic ARK |
| ---------------- | ------------------------ | ---------------- |
| Num              | Coureur                  | Pos              |
| 171              | Nacer Bouhanni (FRA)     | 19e              |
| 172              | Warren Barguil (FRA)     | 44e              |
| 173              | Amaury Capiot (BEL)      | 138e             |
| 174              | Thibault Guernalec (FRA) | 160e             |
| 175              | Daniel McLay (GBR)       | 88e              |
| 176              | Clément Russo (FRA)      | 59e              |
| 177              | Connor Swift (GBR)       | NP               |

| BikeExchange BEX | BikeExchange BEX              | BikeExchange BEX |
| ---------------- | ----------------------------- | ---------------- |
| Num              | Coureur                       | Pos              |
| 181              | Michael Matthews (AUS)        | 6e               |
| 182              | Luke Durbridge (AUS)          | 84e              |
| 183              | Michael Hepburn (AUS)         | 133e             |
| 184              | Christopher Juul Jensen (DEN) | 130e             |
| 185              | Alexander Konychev (ITA)      | 134e             |
| 186              | Luka Mezgec (SLO)             | 49e              |
| 187              | Robert Stannard (AUS)         | 28e              |

| Team DSM DSM | Team DSM DSM               | Team DSM DSM |
| ------------ | -------------------------- | ------------ |
| Num          | Coureur                    | Pos          |
| 191          | Søren Kragh Andersen (DEN) | 9e           |
| 192          | Romain Bardet (FRA)        | 27e          |
| 193          | Romain Combaud (FRA)       | 123e         |
| 194          | Nicolas Roche (IRL)        | 115e         |
| 195          | Casper Pedersen (DEN)      | 120e         |
| 196          | Jasha Sütterlin (GER)      | 114e         |
| 197          | Martijn Tusveld (NED)      | 79e          |

| Team Novo Nordisk TNN | Team Novo Nordisk TNN | Team Novo Nordisk TNN |
| --------------------- | --------------------- | --------------------- |
| Num                   | Coureur               | Pos                   |
| 201                   | Sam Brand (GBR)       | 167e                  |
| 202                   | Brian Kamstra (NED)   | AB                    |
| 203                   | Péter Kusztor (HUN)   | 143e                  |
| 204                   | David Lozano (ESP)    | 164e                  |
| 205                   | Andrea Peron (ITA)    | 168e                  |
| 206                   | Charles Planet (FRA)  | 169e                  |
| 207                   | Umberto Poli (ITA)    | 165e                  |

| Qhubeka Assos TQA | Qhubeka Assos TQA             | Qhubeka Assos TQA |
| ----------------- | ----------------------------- | ----------------- |
| Num               | Coureur                       | Pos               |
| 211               | Giacomo Nizzolo (ITA) (route) | 18e               |
| 212               | Victor Campenaerts (BEL)      | 81e               |
| 213               | Simon Clarke (AUS)            | 38e               |
| 214               | Michael Gogl (AUT)            | 76e               |
| 215               | Bert-Jan Lindeman (NED)       | 142e              |
| 216               | Emil Vinjebo (DEN)            | 121e              |
| 217               | Łukasz Wiśniowski (POL)       | 58e               |

| Total Direct Énergie TDE | Total Direct Énergie TDE   | Total Direct Énergie TDE |
| ------------------------ | -------------------------- | ------------------------ |
| Num                      | Coureur                    | Pos                      |
| 221                      | Niccolò Bonifazio (ITA)    | 63e                      |
| 222                      | Edvald Boasson Hagen (NOR) | 137e                     |
| 223                      | Lorrenzo Manzin (FRA)      | 156e                     |
| 224                      | Adrien Petit (FRA)         | 149e                     |
| 225                      | Julien Simon (FRA)         | 29e                      |
| 226                      | Niki Terpstra (NED)        | 139e                     |
| 227                      | Anthony Turgis (FRA)       | 10e                      |

| Trek-Segafredo TFS | Trek-Segafredo TFS    | Trek-Segafredo TFS |
| ------------------ | --------------------- | ------------------ |
| Num                | Coureur               | Pos                |
| 231                | Vincenzo Nibali (ITA) | 35e                |
| 232                | Nicola Conci (ITA)    | 105e               |
| 233                | Jacopo Mosca (ITA)    | 56e                |
| 234                | Ryan Mullen (IRL)     | 129e               |
| 235                | Quinn Simmons (USA)   | 74e                |
| 236                | Toms Skujiņš (LAT)    | 75e                |
| 237                | Jasper Stuyven (BEL)  | 1er                |

| UAE Team Emirates UAD | UAE Team Emirates UAD           | UAE Team Emirates UAD |
| --------------------- | ------------------------------- | --------------------- |
| Num                   | Coureur                         | Pos                   |
| 241                   | Alexander Kristoff (NOR)        | 89e                   |
| 242                   | Sven Erik Bystrøm (NOR) (route) | 108e                  |
| 243                   | Alessandro Covi (ITA)           | 39e                   |
| 244                   | Davide Formolo (ITA)            | 34e                   |
| 245                   | Fernando Gaviria (COL)          | 113e                  |
| 246                   | Maximiliano Richeze (ARG)       | 147e                  |
| 247                   | Matteo Trentin (ITA)            | 12e                   |